# Wołomin
Wołomin (dawn. Wołumin) – miasto w Polsce położone w województwie mazowieckim, siedziba powiatu wołomińskiego i gminy miejsko-wiejskiej Wołomin. W latach 1975–1998 miasto administracyjnie należało do województwa warszawskiego. Wołomin należy do aglomeracji warszawskiej.
Wołomin położony jest 20 km od centrum Warszawy na linii kolejowej do Białegostoku (dwie stacje w Wołominie). Centralnym punktem miasta jest plac 3-go maja (dawniej przed II wojną światową plac górnośląski, a po wojnie plac 1-go maja).

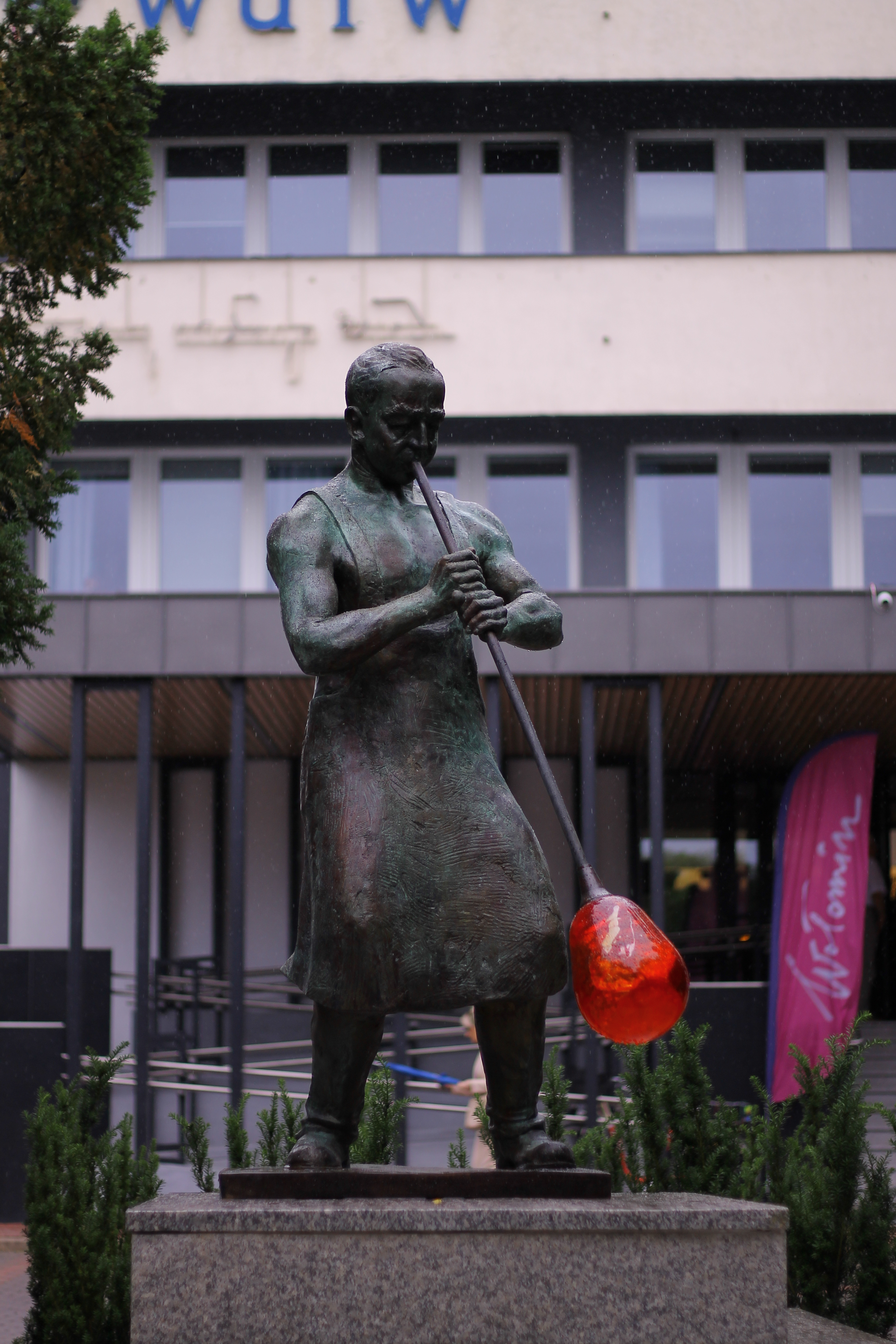
Rzeźba Wołomińskiego Hutnika Szkła przy Miejskim Domu Kultury

Wołomin jest członkiem Związku Miast Polskich.
Według danych GUS z 1 stycznia 2024 r. miasto liczyło 35 620 mieszkańców, będąc 15. najludniejszym miastem w województwie.

## Położenie

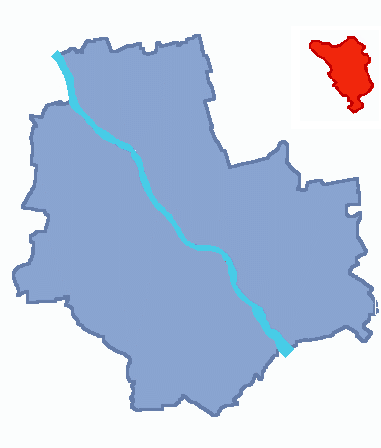
Położenie Wołomina względem Warszawy

Wołomin położony jest na Równinie Wołomińskiej, która jest częścią Niziny Mazowieckiej. Przez miasto przepływa rzeka Czarna, która swój bieg kończy w Kanale Żerańskim (Królewskim). Gmina Wołomin graniczy z następującymi gminami: Kobyłka, Radzymin, Klembów, Poświętne oraz Zielonka. Przez miasto przebiegają drogi wojewódzkie nr 634 (Lotnisko Chopina – Ząbki – Zielonka – Wołomin – Wólka Kozłowska), nr 635 (Wołomin – Radzymin) oraz nr 628 (odcinek droga 634 – stacja kolejowa). Przez miasto przebiega również międzynarodowa linia kolejowa E75 Warszawa – Sankt Petersburg (linia kolejowa nr 6 Zielonka – Kuźnica Białostocka) z dwiema stacjami w Wołominie: Wołomin i Wołomin Słoneczna.

## Historia

### Pierwsze wzmianki
Dzieje osady Wołomin sięgają XV wieku, kiedy nazwa Volunsk po raz pierwszy pojawia się w źródłach pisanych. W tym czasie zasiedlano pogranicza ziemi warszawskiej i nurskiej, dotąd bezludnej i porośniętej lasami. Pierwszy zapis o Wołominie pochodzi z 1478 roku z Metryki Koronnej, w której mowa jest o lesie Zacięciwa i leżących przy nim miejscowościach: „borra et numerus dicti Zaczenczywa unter granicies et parietes Kobylske, Volunske, Lipyenskye, Raczayske, Kalenskye, Ruda Targowska cum fluvio Zaczanczywa”. Las ten był podstawą gospodarki osady Volunsk – pozyskiwania wosku, miodu, skór zwierzęcych oraz drewna i smoły, mających zbyt w prężnie rozwijającej się, niedalekiej Pradze i Warszawie. Po włączeniu Mazowsza do Korony w 1526 roku, pozostał małą wioską szlachecką. Wołomin, od 1530 należało do parafii radzymińskiej, w 1580 roku został włączony do parafii kobyłkowskiej. W tym czasie osada posiadała dwa działy szlacheckie. Ścibór, syn Jana z Volumina płacił od 1 łanu ziemi i trzech zagród chłopskich, natomiast Małgorzata, wdowa po Stanisławie, wraz z synami Janem i Mikołajem – również od 1 łanu. Liczbę mieszkańców ówczesnej osady szacuje się na 25–30 osób. Ród Wołumińskich, zapoczątkowany przez Ścibora, dzierżył Wołomin do II połowy XVIII wieku. Rozwój Warszawy nie wpłynął na intensyfikację życia we wsi, pozostającej przez trzy wieki niewielką drobnoszlachecką osadą należącą do starostwa warszawskiego, żyjącą z prymitywnej gospodarki rolno-leśnej. Co więcej, wojny i towarzyszące im zarazy wyludniły jeszcze mieszkańców tych stron. Bitwa pod Warszawą, stoczona w lipcu 1656 roku między armią polską a szwedzko-brandenburską objęła swym zasięgiem okolice Wołomina, zaś w latach 1702–1705, podczas wojny północnej, maszerujące wojska szwedzkie i polskie dokonywały rabunków okolicznych wsi. W II połowie XVIII wieku Wołomin przeszedł w ręce szlacheckiej rodziny Nakwaskich, wywodzących się z województwa płockiego. Pierwszym właścicielem wsi z tego rodu był prawdopodobnie Jan Nakwaski, chorąży wyszogrodzki, następnie jego syn Wincenty lub Klemens i trzeci z kolei, również chorąży wyszogrodzki, Szczęsny Nakwaski. Mimo długoletniego okresu pokoju oraz przemian gospodarczo-społecznych w XVIII wieku Wołomin nadal stanowił małą wioskę położoną obok szybciej rozwijających się Kobyłki i Radzymina.

### Okres zaborów
Kolejny właściciel wsi, Wawrzyniec Meyer, warszawiak pochodzący ze spolonizowanej mieszczańskiej rodziny niemieckiej, zakupił dobra „Wołumin” od Franciszka Nakwaskiego w 1794 roku. Rodzina Meyerów, uzyskawszy szlachectwo w 1793 r., uwiarygodniła je zakupem dóbr ziemskich. Nowy właściciel miał wkrótce okazję opowiedzieć się po stronie Rzeczypospolitej – 1794 r., podczas insurekcji kościuszkowskiej zawiadomił wołominiaków o powstaniu. Dwie bitwy, jakie rozegrały się w okolicach Kobyłki w 1794 r. (w kwietniu i październiku), pociągnęły jednak za sobą liczne ofiary wśród miejscowej ludności. Po III rozbiorze Polski w 1795 roku Radzymin wraz z Wołominem i Kobyłką znalazł się w zaborze austriackim, stając się przygranicznym rejonem tzw. Nowej Galicji (Neugalizien), należącym do cyrkułu siedleckiego i starostwa stanisławowskiego, podczas gdy Marki, Zielonka i Ząbki trafiły do zaboru pruskiego. Na terenie Wołomina stacjonowały wówczas wojska austriackie. W 1807 Wołomin przyłączony został do powstałego Księstwa Warszawskiego, by po klęsce wojsk napoleońskich w 1815 roku znaleźć się ostatecznie w granicach Królestwa Polskiego pod zaborem rosyjskim. Mimo szybkiego rozwoju gospodarczego w Królestwie Polskim w latach 1815–1830, Wołomin pozostał słabo rozwiniętym, mało zaludnionym rejonem powiatu stanisławowskiego. W 1825 roku mieszkało tu 91 osób w 11 domach (dla porównania w Markach 414 mieszkańców, w Ząbkach 204). Kolejny dziedzic dóbr wołomińskich, Ludwik Meyer, próbował zmodernizować gospodarkę rolną, rozpowszechniając uprawę ziemniaków i przeprowadzając w 1860 roku „wystawienie nowych i meliorację dawnych budowli, zaprowadzenie płodozmianu, urządzenie lasów”. Jednym z nowo wybudowanych przez Meyera budynków był jego dworek, wymurowany ok. 1828 r., w pobliżu chłopskich zagród wsi Wołomin, na terenie obecnego Urzędu Miasta, przetrwał do 1944 r. (zniszczony podczas niemieckiego bombardowania)

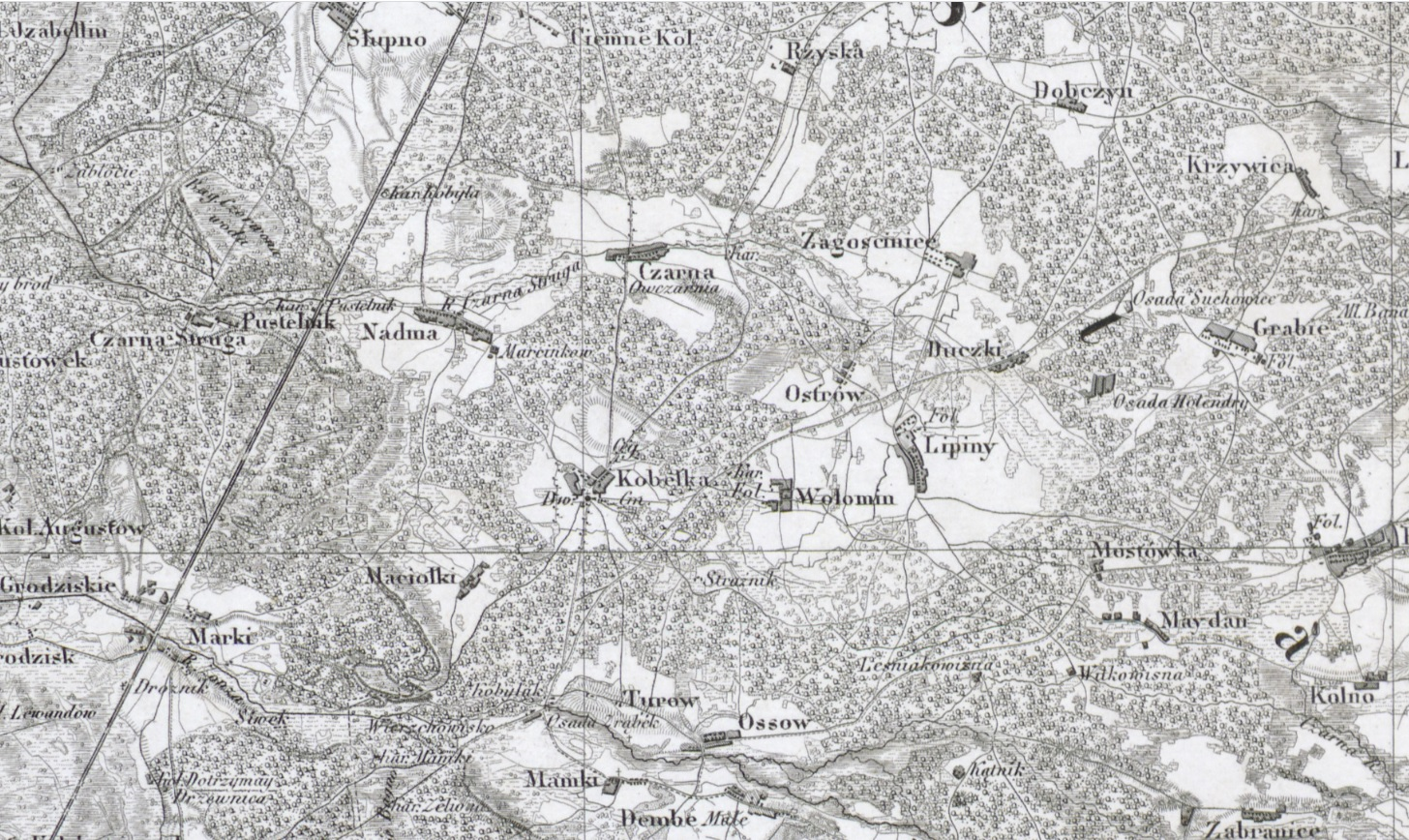
Topograficzna Karta Królestwa Polskiego, 1839 r., fragment z naniesioną wsią Wołomin

#### Powstanie kolei

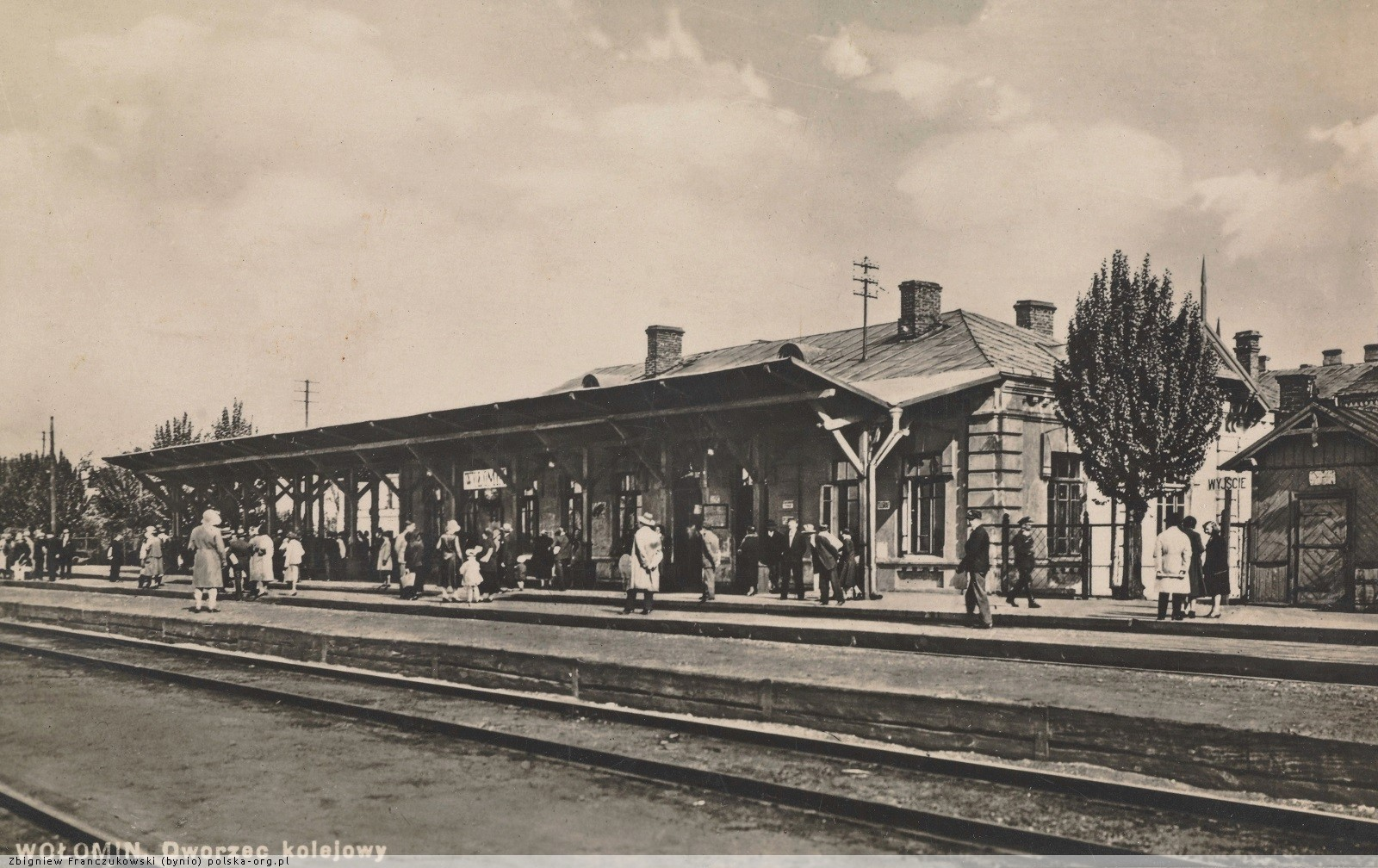
Stacja kolejowa – Wołomin, ul. Kolejowa

Zasadnicze znaczenie dla rozwoju Wołomina miało jednak oddanie do użytku w 1862 r. kolei Warszawa – Petersburg, z pierwszym przystankiem we wsi Wołomin. Spowodowało to zmiany w układzie dóbr wołomińskich: 17 mórg gruntów ornych i pastwisk z dóbr wołomińskich zajęła kolej, zaś odciętą linią kolejową północną część dóbr (165 mórg), przeznaczył Ludwik Meyer na kolonię czynszową, zwaną Sławkiem. Po upadku powstania styczniowego w Wołominie przeprowadzono kolejne zmiany. W 1864 roku władze carskie wprowadziły reformę uwłaszczeniową, w wyniku której włościanie wołomińscy otrzymali 230 mórg i 137 prętów ziemi. Rok później Wołomin wszedł w skład nowo powstałego powiatu radzymińskiego.

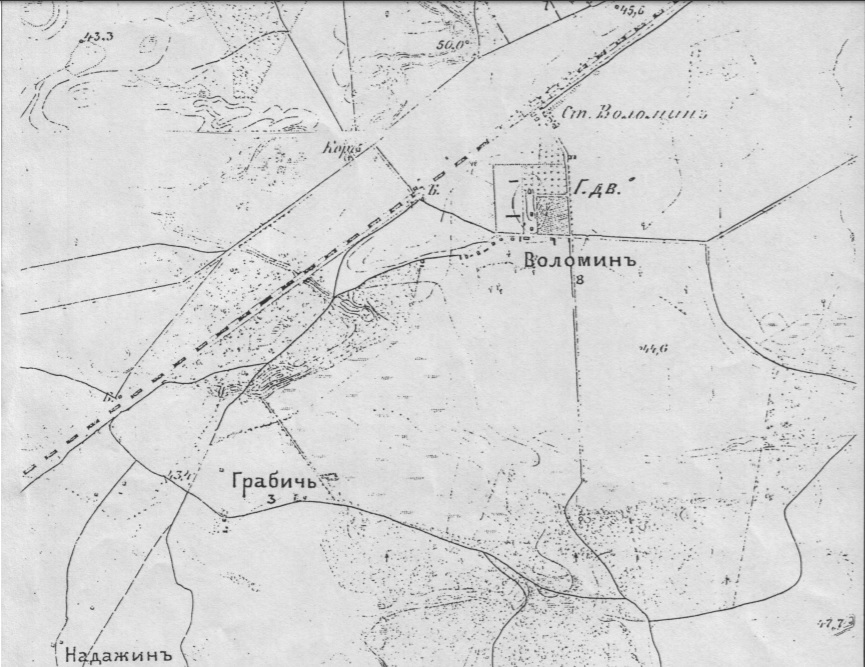
Mapa topograficzna rejonu warszawskiego z 1875 r., fragment, na mapie widoczna jest linia kolejowa, majątek Wołomin oraz dwa główne trakty – obecnie ulice Lipińska i Legionów

#### Wołomin jako miejscowość letniskowa
17 maja 1867 Ludwik Meyer sprzedał poważnie zadłużone dobra Wołomin i Krępe małżonkom Herszowi i Rozalii Schönmanom, ci zaś 29 października 1872 r. odsprzedali je Albertowi i Emilii Eherstaedtom. Nowi właściciele przeprowadzili pomiary gruntów i zaprowadzili nowe księgi hipoteczne. Stopniowo następowało też ożywienie ruch kolejowego na trasie Warszawa – Łochów (początkowo kursowały jedynie trzy pociągi tygodniowo). Dalszym przekształcaniem zajął się już jednak zięć Eherstaedów, Gustaw Granzow, dzierżawca, od 13 marca 1895 roku właściciel dóbr Wołominek-Albertówka. Rozpoczął on akcję sprzedaży działek Wołominka na place budowlane, reklamując je szeroko w Warszawie, oferując bezpłatny dojazd do letniska. W końcu XIX wieku w Wołominie koło stacji kolejowej znajdowało się kilka domów letniskowych, wynajmowanych mieszkańcom Warszawy, sama zaś wieś składała się z 11 zagród chłopskich i dworu, ten był „obszerny, parterowy typowy dwór wiejski polski, pokryty gontem, z zielonymi okiennicami w oknach, z wielką drewniana werandą na podmurowaniu, do której prowadziły szerokie oszklone drzwi z salonu, z której po paru schodkach schodziło się do ogrodu”.

#### Urbanizacja Wołomina

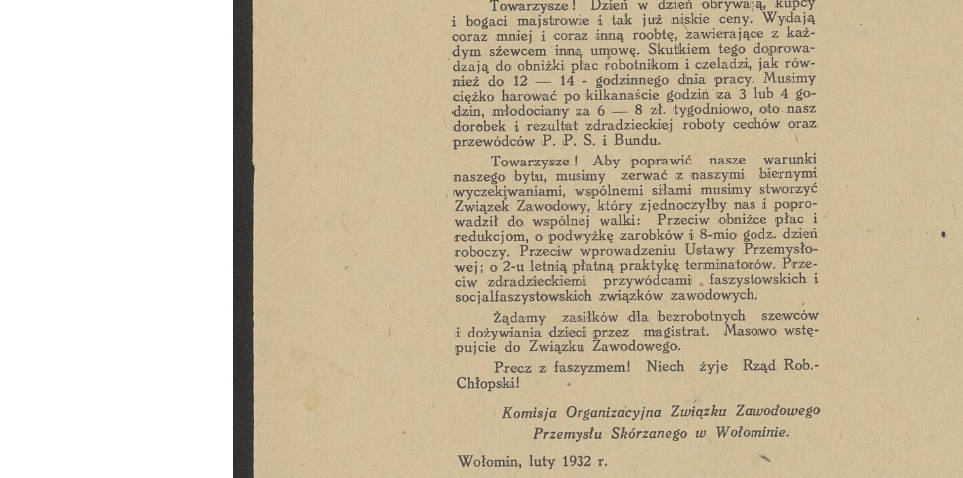
Apel komisji związku zawodowego przemysłu skórzanego w Wołominie

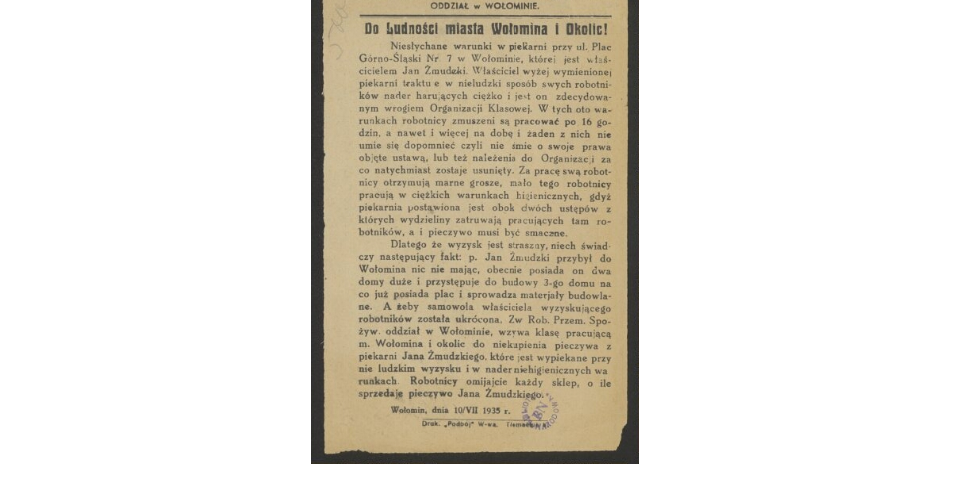
Odezwa do ludności miasta Wołomin

Podobną działalność co Graznow podjął architekt Henryka Konstantego Woyciechowskiego, z chwilą nabycia folwarku oraz gruntów Wołomina i Krempie 20 marca 1896 r. rozpoczął się proces przekształcania osady w miasto. Kupcy i rzemieślnicy zaczęli osiedlać się po południowej stronie linii kolejowej, podczas gdy Wołominkowi i Sławkowi nadano charakter letniskowy. Właściciel opracował plan przestrzennego zabudowania osady, złożonej z mającej tu powstać fabryki i centralnie położonego rynku. Zaniechał produkcji rolnej, w 1898 r. wraz z kamienicznikiem Herte założył – krótko działającą – cegielnię (w zach. części majątku, na miejscu dzisiejszego ośrodka sportowego). Powstała spółka Woyciechowski – Herte zakładała wyrób 5 milionów cegieł rocznie. Wzniesiona wielkie, murowane pomieszczenie do mechanicznego przerabiania gliny na cegłę, piece oraz suszarnię. Inwestycja ta okazała się nie trafiona, pokłady gliny były zbyt małe. Cegielnię zlikwidowano po kilku latach (budynki cegielni przetrwały do 1928 r.), a cegłę trzeba było sprowadzać z Grabia, Kobyłki, a nawet z Radzymina i okolicy. Woyciechowski prowadził sprzedaż działek budowlanych, na których w szybkim tempie powstawały murowane i drewniane domy. W osadzie pojawiły się m.in. warsztaty rzemieślnicze, sklepiki, piwiarnie, trzy restauracje, w 1906 r. powstała piekarnia Karola Streicha (na rogu obecnej ulicy Legionów i Kościelnej), masarnia braci Ciuków, wielki drewniany zajazd „Pod Strzechą” Turkietta, hotel „Bristol” Icka Fliderbauma. Pracownicy fabryk i warsztatów budowali dla siebie niewielkie, drewniane domki dwu- i trzyizbowe. Powstawały również, szczególnie w latach 1907–1913, większe kamienice stawiane przez duże przedsiębiorstwa budowlane. Spółka Brandys i Kawer przeprowadziła zabudowę ulic Długiej, Wileńskiej i Warszawskiej. Jeszcze na początku XX wieku istniały w Wołominie trzy linie tramwajowe, kursujące w okresie letnim od stacji do Zenonowa, od Sławka do Nowej Wsi i od dworu Woyciechowskiego do lasu Wołomin. Zalążek rynku stanowił duży plac o pow. 6 tys. m², podarowany przez Woyciechowskiego powstałej w 1908 r. Ochotniczej Straży Pożarnej (przed wojną Plac Górnośląski, ob. plac 3-go Maja). Straż wzniosła tu swoją siedzibę, później drewnianą wieżę ćwiczebną, a teren placu przeznaczyła na targowisko, z którego pobierała opłaty. W 1905 r. mieszkańcy zbudowali niewielką kaplicę, a w 1908 roku rozpoczęli budowę kościoła parafialnego, ukończonego dopiero po I wojnie światowej. Od 1912 r. Wołomin posiadał Iluzjon przy ul. Pocztowej (obecnie Warszawska). Prężnie rozwijał się przemysł: w 1902 powstała pierwsza w osadzie fabryka – wytwórnia żelaznych łóżek i wózków dziecięcych braci Piernikarz (w miejscu byłego Sklepu Globi), w 1905 r. Huta Szkła Wołomin Szlomy Kona, odkupiona niebawem przez niemiecko-żydowską spółkę Frenkiel – Alfred Krüger, a w 1913-14 r. przez Towarzystwo Akcyjne Liwengrodzkich Przedsiębiorstw Szklanych i Pokrewnych, w 1907 r. Warszawska Fabryka Iluzji zajmująca się wykańczaniem tiulu, w 1910 r. zakład mechaniczny Wolfa Kropfmana i wytwórnia pasmanterii damskiej L. Pinkerta, w 1911 „Spacjalna Parowa Fabryka Rozmaitych Lasek Spacerowych” Jakuba Lejby Dajczgewanda, a w 1913 r. odlewnia i fabryka maszyn rolniczych Szymona Donde i Michała Kona i Huta Robotnicza „Praca“(huta produkująca szkło apteczne). Wołomin stał się więc szybko jednym z większych ośrodków przemysłowych regionu podwarszawskiego.

### I wojna światowa
Wybuch I wojny światowej spowodował zawieszenie pasażerskiego ruchu kolejowego i odcięcie Wołomina od świata, jednak działania wojenne oszczędziły osadę i jej najbliższą okolicę. W pierwszych dniach sierpnia 1915 r. Wołomin zajęły wojska niemieckie, rozpoczynając okres trzyletniej okupacji. W wyniku przymusowego wywozu robotników do Niemiec, zawieszenia działalności wielu przedsiębiorstw, braków w zaopatrzeniu i szerzenia się bezrobocia liczba mieszkańców Wołomina zmniejszyła się do 4-6 tysięcy (przed wojną 13 tys., latem sięgając 18 tys. mieszkańców), a samo miasto uległo znacznej dewastacji. Jednakże jeszcze w kwietniu 1916 r. Wołomin został formalnie wydzielony z gminy Ręczaje jako osada miejska złożona z rozparcelowanych terenów folwarków Wołomin, Wołominek i Lipiny.

### Dwudziestolecie międzywojenne

#### Prawa miejskie

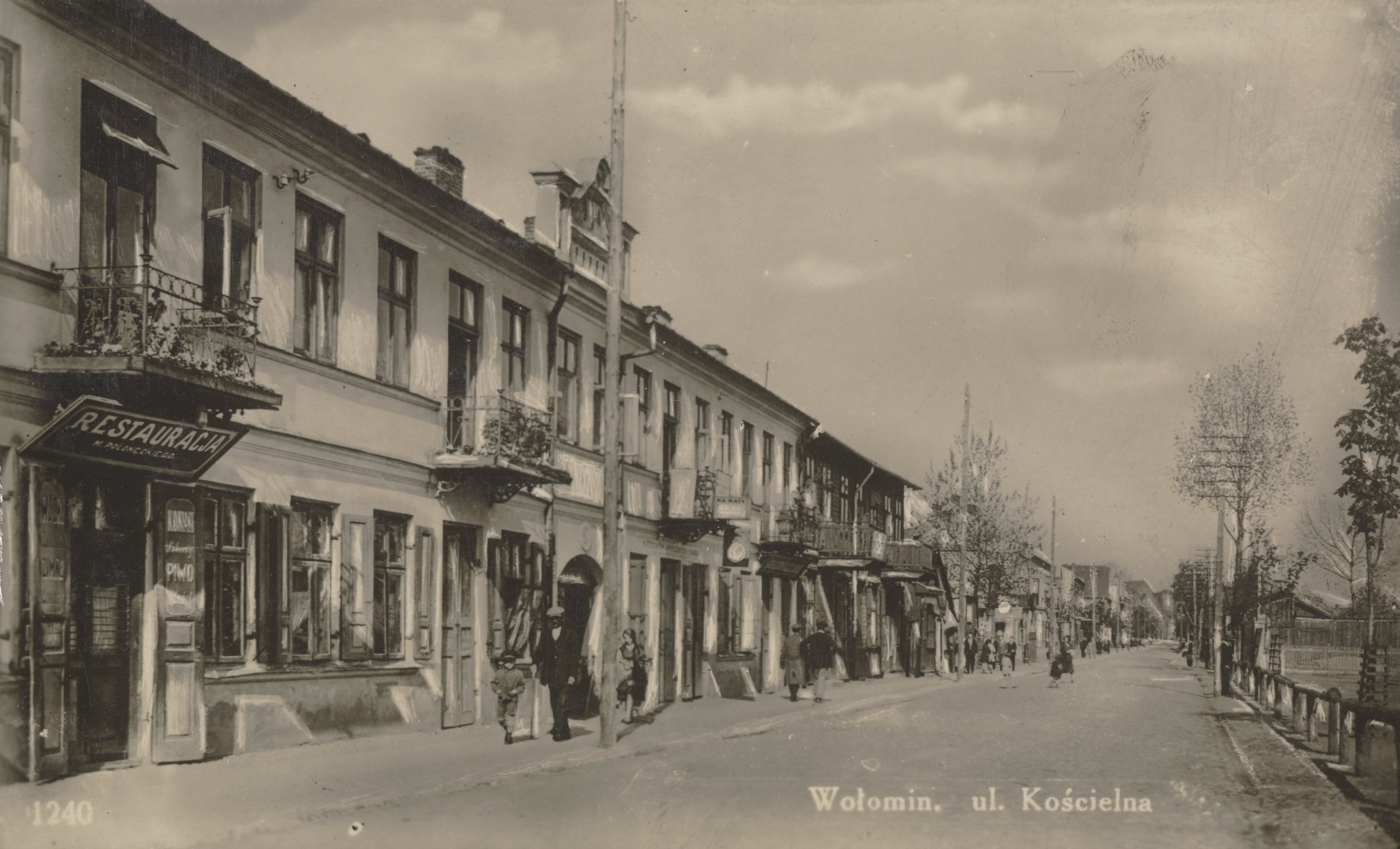
Ulica Kościelna

Po odzyskaniu przez Polskę niepodległości, 4 lutego 1919 r. Naczelnik Państwa Józef Piłsudski wydał dekret nadający Wołominowi prawa miejskie. Dotychczasowy wójt Józef Lewański został pierwszym burmistrzem miasta, ukonstytuowała się 24-osobowa Rada Miasta, rozpoczęła się odbudowa miasta, ożywienie życia gospodarczego i intensywne zaludnienie Wołomina, który już w 1924 roku liczył 14 tys. mieszkańców.
Wojna 1920 roku i mająca miejsce pod Wołominem bitwa Warszawska jedynie na krótko przerwała proces odbudowy.
Na początku lat 20. działało w Wołominie 7 zakładów przemysłowych, w tym dwie huty szkła i zakłady przemysłu metalowego. Powstawały nowe niewielkie wytwórnie, m.in. spółka szewska „Jedność”, przedsiębiorstwo „Torf”, warsztaty tkackie, wytwórnia wody mineralnej, fabryczka mydła. Według spisu powszechnego z 1921 Wołomin zamieszkiwało 6248 mieszkańców z czego 3079 wołominian zadeklarowało żydowskie pochodzenie lub wyznanie mojżeszowe, poza tym mieszkało tu 475 Rosjan, głównie białych emigrantów, którzy uszli do Polski po zwycięstwie bolszewików w wojnie domowej, 77 Ukraińców, 9 Anglików, 9 Czechów, 1 Chorwat, 1 Łotysz, 1 Pers. W 1924 r. powstała w Wołominie parafia, kościół zaś, budowany od 1908 roku, konsekrowano w 1927. Prawosławni mieszkańcy Wołomina należeli do parafii erygowanej w 1930 r.. Początkowo jej świątynią była kaplica domowa urządzona na poddaszu budynku należącego do rodziny Michalczonków przy ul. Tramwajowej 5 (obecnie ul. Józefa Piłsudskiego), 7 kwietnia 1935 odbyła się uroczystość położenia kamienia węgielnego pod budowę nowego obiektu parafialnego, cerkiew została oddana do użytku w 1938. Natomiast w 1925 r. w mieście funkcjonowała jedna synagoga (obecnie teren parku Moniuszki) oraz dwa domy modlitwy, ponadto żydowska szkoła (przy ul. Warszawskiej 7), bank (przy ul. Przechodniej 2), cmentarz (ul. Ślepa, dziś gen. Andersa). W mieście działały liczne stowarzyszenia i organizacje żydowskie, między innymi Biblioteka im. I. L. Pereca czy klub sportowy Makabi. W 1934 r. w wyborach do Rady Miejskiej Żydzi objęli pięć z dwudziestu czterech miejsc. Za kadencji burmistrza Lewańskiego (1920-22) miasto zakupiło budynek na rogu obecnej ulic Wileńskiej i Legionów i po przeprowadzeniu remontu umieszczono tam szkołę podstawową nr 1 i 237. W 1924 r. otwarto w Wołominie kursy wieczorowe, młodzież zaś skupiała się wokół powstałej jeszcze w 1918 r. drużyny harcerskiej, powołanego w 1923 roku Klubu Sportowego Huragan (z boiskiem na końcu ul. Długiej, obecnie Legionów) i wielu innych związków i organizacji. Na początku lat 20. powstały dwa kina: „Oaza” zbudowana przy stacji kolejowej przez właścicieli majątku Ręczaje Helenę i Stefana Nasfeter i należąca do straży pożarnej „Weneda” znajdująca się przy placu Górnośląskim. W roku 1930 odsłonięto Pomnik „Obrońców Ojczyzny – 1920”, wzniesiony wg Projektu p. Dobrzańskiego na obecnym skwerze J. Piłsudskiego. W początku lat 30. Wołomin odczuł skutki kryzysu gospodarczego – upadły liczne warsztaty rzemieślnicze, huty czasowo wstrzymały produkcję, wzrosło bezrobocie. Próbowano temu przeciwdziałać organizując roboty interwencyjne dla bezrobotnych czy tworząc Szwalnię Miejską zatrudniającą kobiety. W 1931 roku ukończono budowę drogi między Wołominem a Zielonką (przez Kobyłkę i Ossów), w 1933 r. rozpoczęto akcję odwadniania Wołomina, wybrukowano kilka ulic i chodników. W 1933 roku rozpoczęto budowę czwartej szkoły powszechnej przeznaczonej dla 1500 dzieci (przy ul. 3 Maja, ob. 1 Maja). W 2 połowie lat 30. nastąpiło ożywienie w przemyśle metalowym, garbarskim, hutniczym. W latach 1935–1939 opracowano plan rozbudowy Wołomina, przeprowadzono liczne pomiary gruntów. Próbowano również ożywić ruch budowlany poprzez przyznawanie kredytów na budowę domków indywidualnych. W wyniku rozwoju Wołomina 1 kwietnia 1939 roku do miasta przyłączono wsie Sławek, Lipiny Stare, Lipiny Nowe i Letnisko. Ludność Wołomina wzrosła do 20 tysięcy mieszkańców.

### II wojna światowa

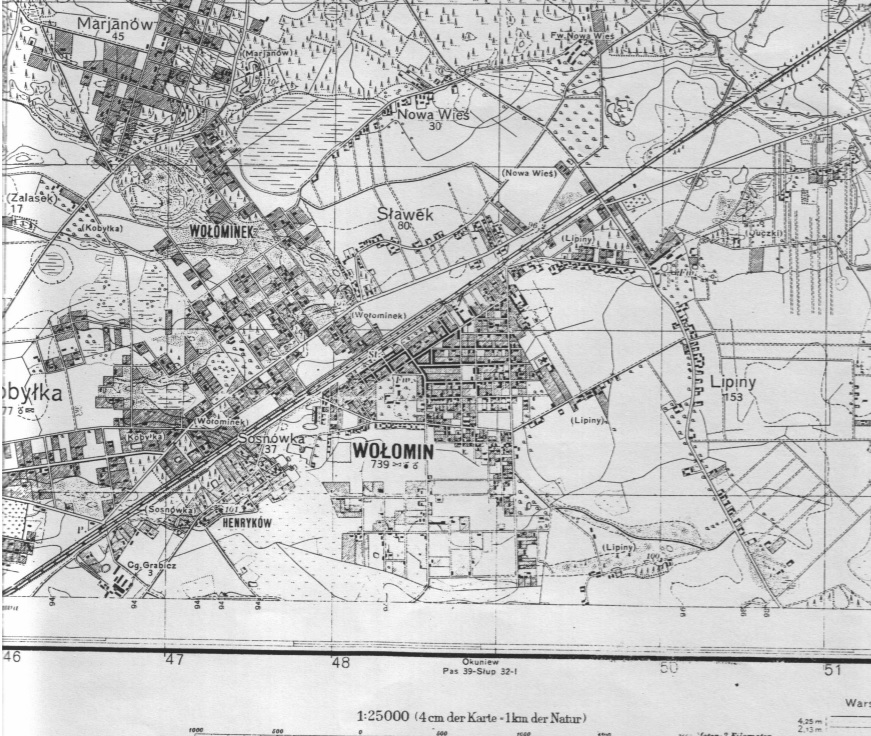
Plan miasta Wołomin z 1939 r.

Po wybuchu II wojny światowej Wołomin znalazł się w granicach Generalnego Gubernatorstwa. 10 września lotnictwo niemieckie dokonało nalotu na miasto. 14 września do Wołomina wkroczyły oddziały niemieckie. W grudniu rozpoczęło się przesiedlenie ludności żydowskiej do getta utworzonego na terenie obecnego stadionu Huragan, gdzie umieszczono około 2700 osób, w tym także przesiedleńców z innych miejscowości. Początkowo wołomińskie getto nie było ściśle odizolowane od miasta, co umożliwiało kontakty z resztą miasta. Z czasem Żydzi zostali odcięci od świata zewnętrznego. Getto obejmowało teren od przejazdu kolejowo-drogowego, wzdłuż linii kolejowej przy ulicy Wilsona do Kobyłki, do ulicy Wspólnej i dalej drogą z Kobyłki do Wołomina (obecnie warszawska), a następnie do ul. Wiejskiej, Glinki i Cementowej Ulice. Okupanci powierzyli sprawy administracyjne Radzie Żydowskiej – tzw. Judenratowi – która miała siedzibę w budynku przy ul. Nałkowskiego 17. Getto zlikwidowano 5 października 1942 roku. Większość Żydów wywieziono do Radzymina, a stamtąd do obozu zagłady w Treblince. W samym Wołominie Niemcy rozstrzelali od 416 do 620 osób, w tym wielu starców i chorych. Ich zwłoki pogrzebano w masowym, do dziś nieoznakowanym grobie w pobliżu ul. J. Korsaka. W 1943 r. na terenie miasta funkcjonował obóz pracy przymusowej, w którym przebywali Żydzi zatrudnieni w hucie szkła. W czasie okupacji na terenie miasta działało kilka organizacji ruchu oporu wchodzących w skład Związku Walki Zbrojnej, dokonywały one licznych akcji dywersyjnobojowych. Innym przejawem oporu wobec Niemców było uczestnictwo młodzieży w tajnym nauczaniu, odbywającym się w Wołominie na poziomie szkoły podstawowej i średniej.

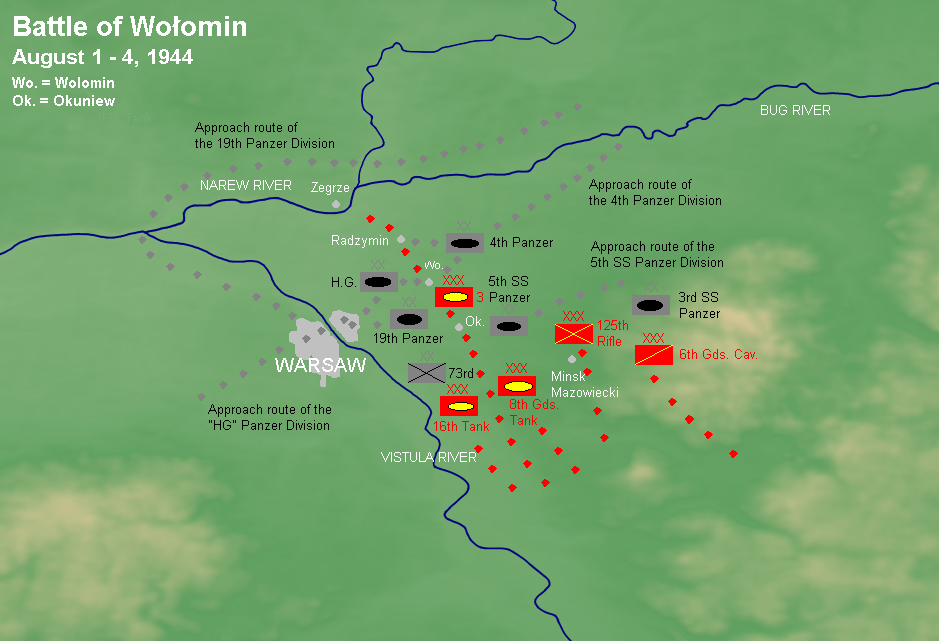
Bitwa pod Wołominem 1944

Po wyparciu Niemców z Wołomina jesienią 1944 roku, miasto było zdewastowane i zniszczone w 35%, wysadzono dworzec kolejowy, dwór, kościół, zniszczono drewnianą synagogę, mykwę, i część budynków mieszkalnych.

### Okres powojenny
Dopiero w początkach lat 50. nastąpiła powolna odbudowa, W 1952 przeniesiono siedzibę powiatu z Radzymina do Wołomina. Wówczas też przyłączono do miasta Lipiny Kąty i Nową Wieś, w której powstały największe wówczas w Polsce Zakłady Stolarki Budowlanej oraz Wołomińskie Przedsiębiorstwo Budownictwa Terenowego. Powstało wiele spółdzielni rzemieślniczych, połączono i rozbudowano obie huty szkła, rozpoczęto budowę szkoły przy ul. Przejazd oraz budowę nowego stadionu „Huragan”. W następnych latach powstało osiedle mieszkaniowe „Słoneczna” (1957-67), na początku lat 70. osiedla „Polna” i „Lipińska”, w latach 1971–1975 szpital przy ul. Gdyńskiej.
W latach 90. XX w. i na początku XXI w. nieścisłą nazwę gang wołomiński nadano ząbkowskiej grupie przestępczej kierowanej przez Henryka Niewiadomskiego.
W 2016 roku na terenie dawnej Stolarki Wołomin przy ulicy Geodetów otworzono centrum handlowe Galeria Wołomin. 

## Demografia

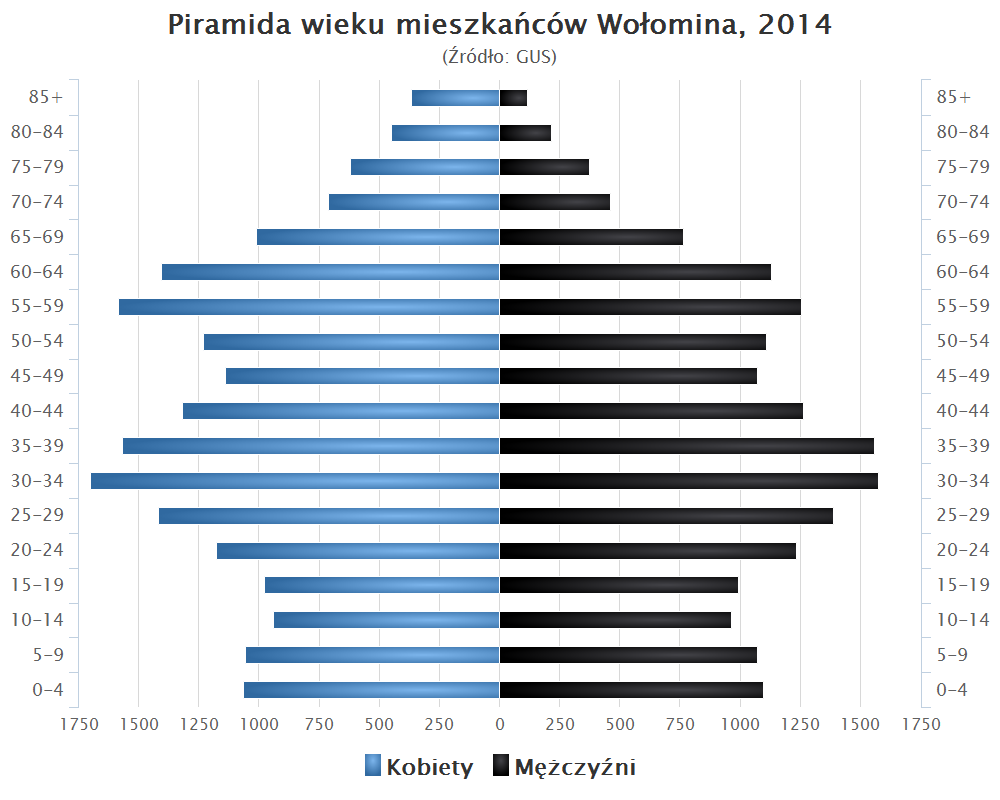
Piramida wieku mieszkańców Wołomina w 2014 roku

## Podział administracyjny

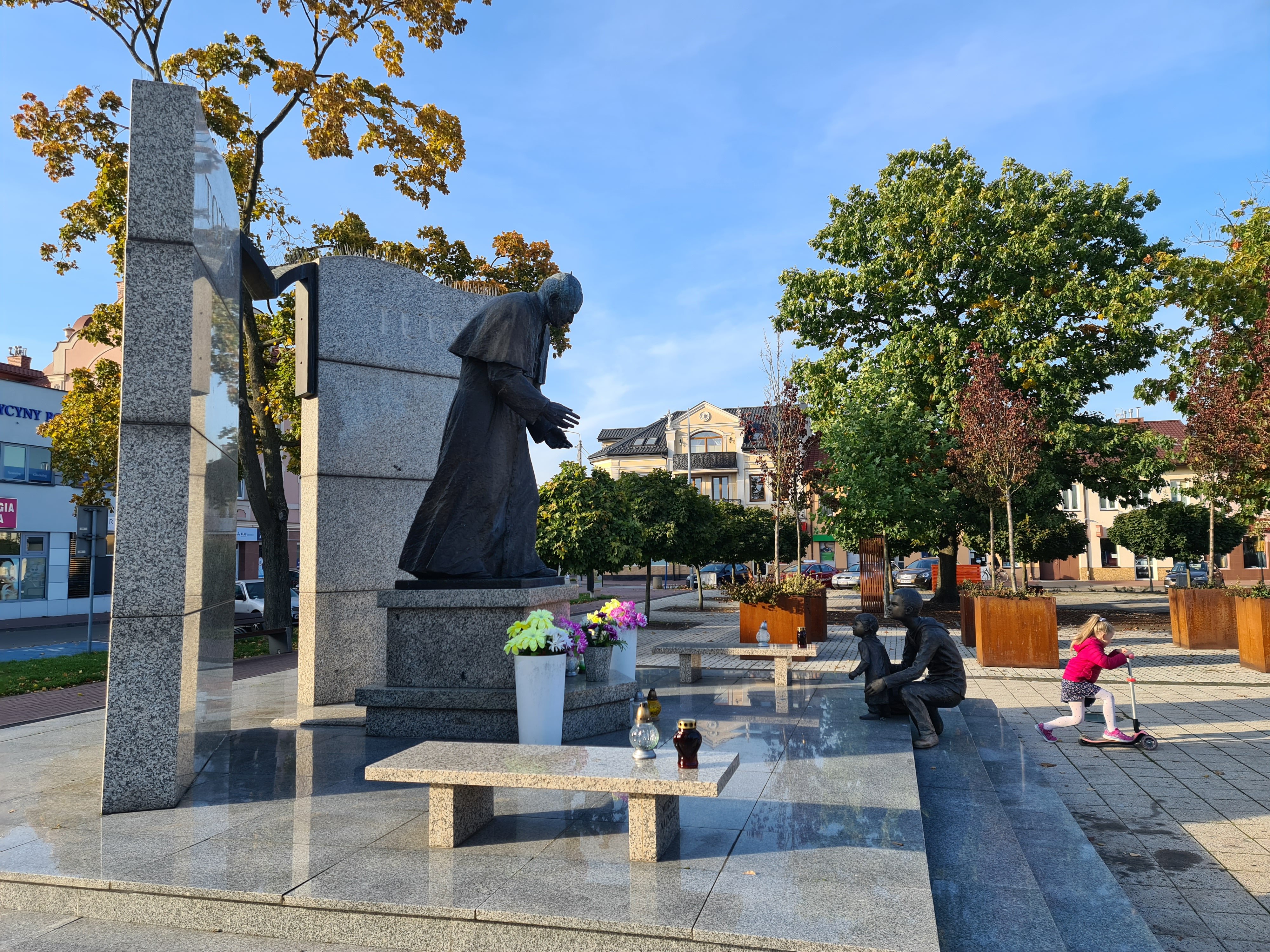
Plac 3-go maja w Wołominie.

### Miasto Wołomin
Dzielnice – (Części Miasta Wołomin):

- Sławek
- Wołominek
- Lipiny
- Nowa Wieś
- Helenówka
- Mironowe Górki

Osiedla w Wołominie:

- Osiedle Nafta
- Osiedle Sławek
- Osiedle Sławek – Nowa Wieś
- Osiedle Sosnówka
- Osiedle Partyzantów
- Osiedle 1 Maja
- Osiedle Lipińska
- Osiedle Centrum
- Osiedle Polna – Asnyka
- Osiedle Wileńska
- Osiedle Niepodległości
- Osiedle Słoneczna – Kolonia Gródek
- Osiedle Kobyłkowska
- Osiedle Reja
- Osiedle Wołominek

## Transport
Przez miasto przechodzą drogi:
- DW634: Warszawa > Wołomin > Wólka Kozłowska
- DW635: Wołomin > Węzeł Wołomin-S8

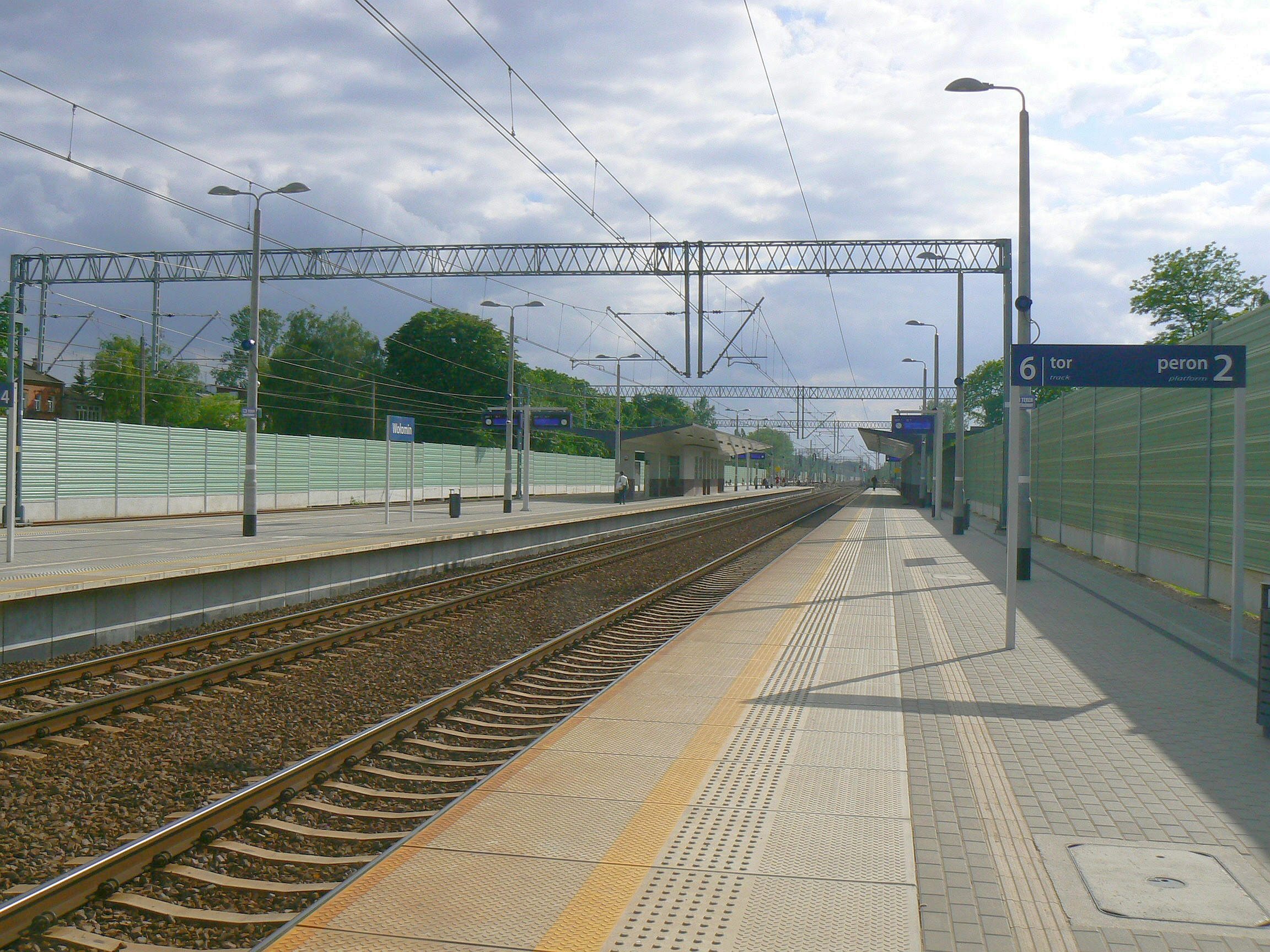
Stacja kolejowa Wołomin

Stacje kolejowe na terenie miasta (Wołomin - Wołomin Słoneczna) są włączone w system taryfowy Zarządu Transportu Miejskiego w Warszawie. Oferta „Wspólny Bilet ZTM-KM-WKD” umożliwia podróżowanie na terenie aglomeracji warszawskiej wszystkimi środkami komunikacji publicznej na podstawie biletów ZTM.
Na stacji Wołomin można wsiąść do pociągów dalekobieżnych IC w kierunkach: Kraków Główny, Wrocław Główny, Szczecin Główny, Poznań Główny, Łódź Fabryczna, Zielona Góra  Główna, Białystok, Ełk, Suwałki, Mockava / Wilno
| Linia | Operator           | Trasa |
| ----- | ------------------ | --- |
| R6    | Koleje Mazowieckie | Warszawa Zachodnia -Warszawa Wschodnia - Zielonka Bankowa –Wołomin - Wołomin Słoneczna / - Tłuszcz                                                                        |
| R60   | Koleje Mazowieckie | Warszawa Wileńska – Ząbki – Wołomin – Wołomin Słoneczna / – Tłuszcz – Łochów – Małkinia – Czyżew                                                                          |
| R61   | Koleje Mazowieckie | Warszawa Zachodnia - Warszawa Wschodnia - Wołomin - Tłuszcz - Wyszków - Ostrołęka                                                                                         |
| RE1   | Koleje Mazowieckie | Grodzisk Mazowiecki - Pruszków - Warszawa Zachodnia - Warszawa Śródmieście - Warszawa Wschodnia - Wołomin - Urle - Łochów - Czyżew                                        |
| R3    | Koleje Mazowieckie | Sochaczew - Błonie - Ożarów Mazowiecki - Warszawa Ursus Północny - Warszawa Zachodnia - Warszawa Śródmieście - Warszawa Wschodnia - Wołomin - Wołomin Słoneczna - Tłuszcz |
| RE3   | Koleje Mazowieckie | Łowicz Główny - Warszawa Ursus Północny - Warszawa Zachodnia - Warszawa Śródmieście - Warszawa Wschodnia - Wołomin - Tłuszcz - Ostrołęka                                  |

Posiadając Kartę Mieszkańca “Wołomin Blisko” można korzystać z lini lokalnych na terenie gminy Wołomin bezpłatnie.

- L27 – 11 Listopada 02 – Nowa 02
- L35 – Szpital Powiatowy 02 – Stare Grabie 01
- L36 – Szpital Powiatowy 02 – Lipinki 01
- L37 – Szpital Powiatowy 02 – Kościół 02
- L38 – Szpital Powiatowy 02 – Majdan 02
- L40 – PKP Wołomin 01 – CH Marki 02
- L44 – PKP Wołomin 01 – CH Marki 02
- N62 – Dw. Centralny 21 (Warszawa) – Os. Niepodległości 01 (Wołomin)

Komunikacja Powiatowa (bezpłatna) organizowana przez Starostwo Powiatowe w Wołominie  :

- Linia 5 – PKP Wołomin – Zabraniec – Poświętne
- Linia 6 – PKP Wołomin – Tłuszcz – Jadów
- Linia 7 – PKP Wołomin – Radzymin – Nowe Załubice (pętla autobusowa).

Linia autobusowa uruchomiona przez gminę Radzymin
• R8 – Radzymin (Głowackiego) – PKP Wołomin (Centrum Przesiadkowe)
Wołomin posiada również autobusowe połączenia z centrum Warszawy jak i okolicznymi miejscowościami organizowane przez prywatnych przewoźników.
~ Na początku XX w. na terenie dzisiejszego Wołomina istniały trzy linie tramwajów konnych.

## Zabytki

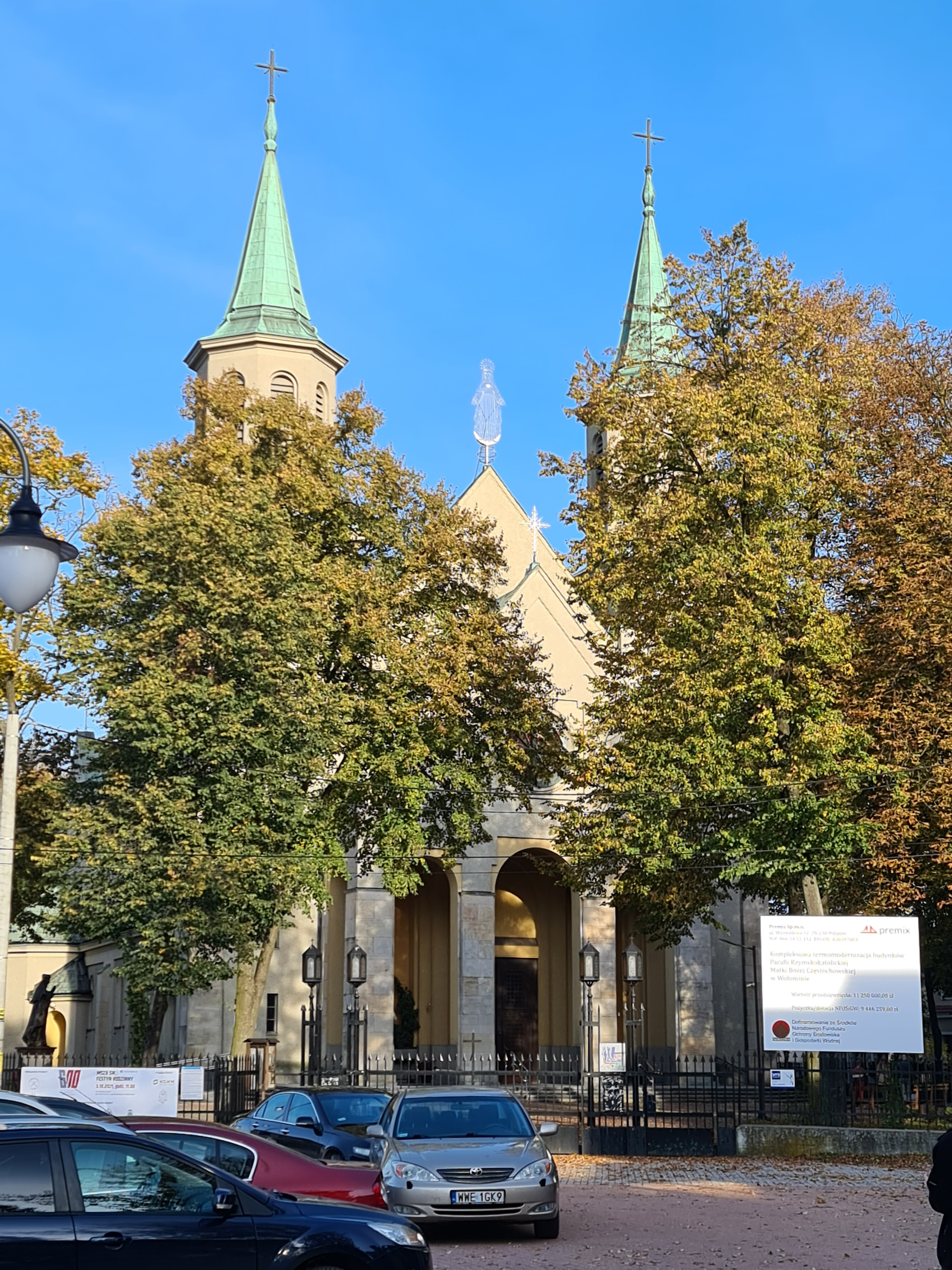
Kościół pw. Matki Bożej Częstochowskiej

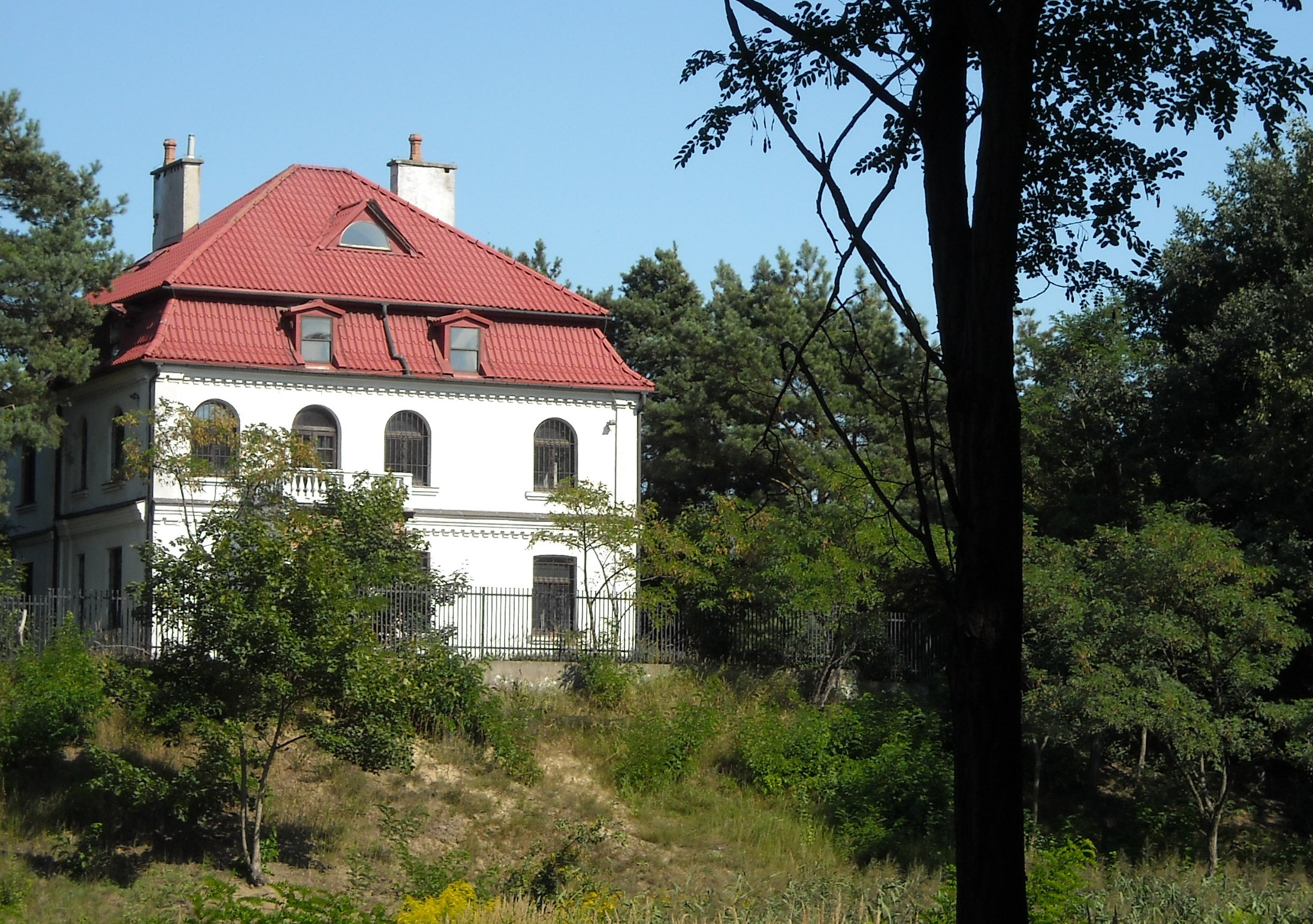
Willa Laurentium w Wołominie

Wpisane do rejestru zabytków województwa mazowieckiego:
- Kościół pw. Matki Bożej Częstochowskiej z lat 1908–1927, zniszczony w 1944, odbudowany w latach 1950–1953; nr rej.: 117/1107 z 16.05.1975, ul. Kościelna 54
- 3 mogiły wojenne 1939–45, na cmentarzu par., nr rej.: 1378 z 26.07.1989
- Willa „Laurentium” z ogrodem, nr rej.: 1395-A z 19.10.1989, ul. Nagórna 2
- Dom Nałkowskich z ogrodem, siedziba Muzeum im. Zofii i Wacława Nałkowskich, nr rej.: 1198 z 6.12.1982, ul. Nałkowskiego 17
- Dom drewniany „Rohnówka” („Dom pod Akacjami”), ul. Wąska 5, 1883, nr rej.: A-1283 z 20.01.2015, ul. Wąska 5[20]

Wpisane do ewidencji zabytków województwa mazowieckiego:
- Cmentarz żydowski z II poł. XIX w., ul.Andersa / Kresowa
- Dom ok. 1932, ul.Laskowa 7
- Dom ok. 1900, ul. Piłsudskiego 8
- Kamienica z XIX/XX w., ul.Warszawska 23
- Kamienica z 1908, ul.Warszawska 24
- Kamienica z 1909, ul.Warszawska 26
- Kamienica Chmielewskich z 1907–1913, ul.Warszawska 28
- Kamienica z I ćw. XX w., ul. Warszawska 6
- Kamienica z 1905, ul. Wileńska 32
- Wiata peronowa z 1952[21]

## Kultura

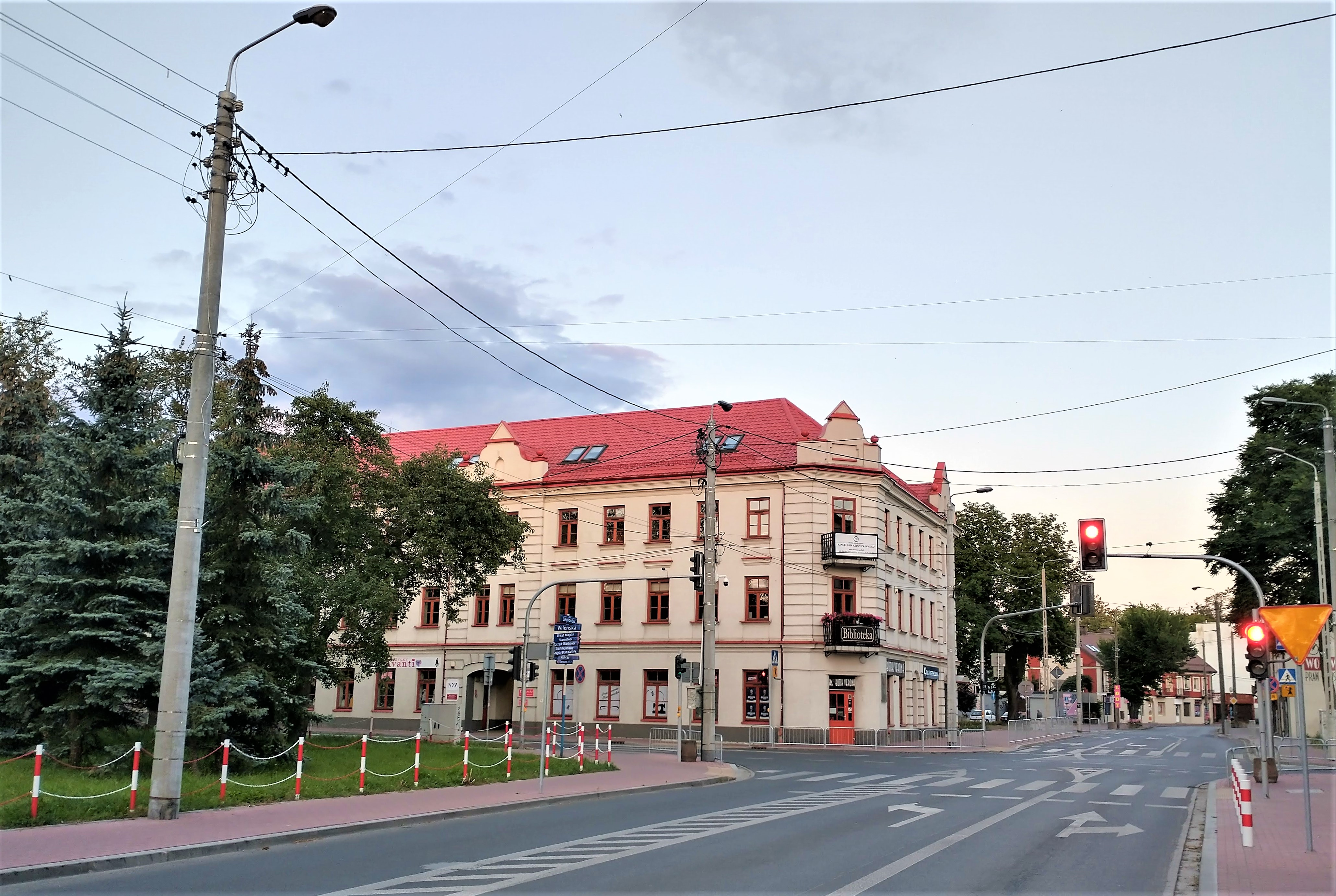
Biblioteka Miejska im. Zofii Nałkowskiej

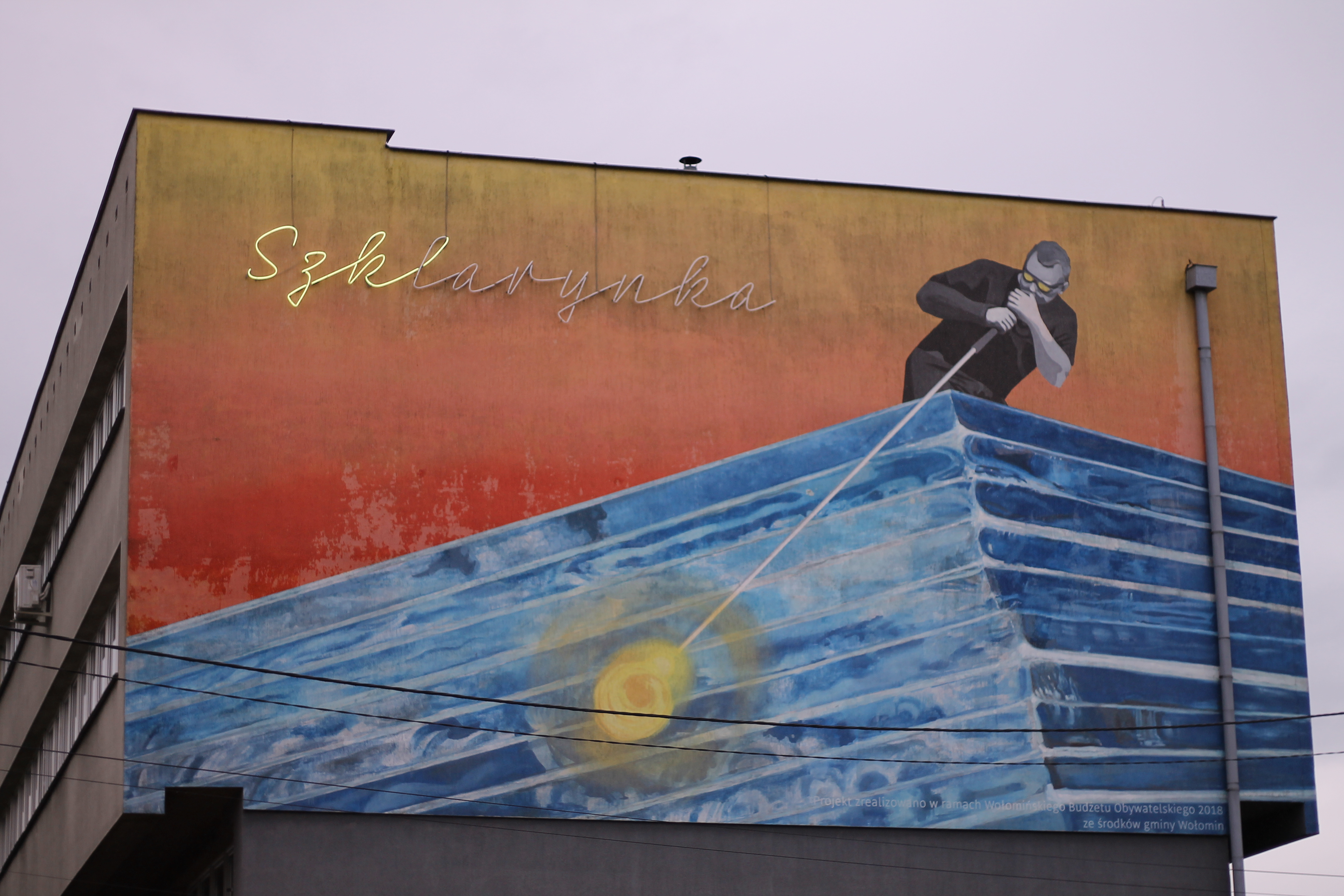
Mural na ścianie Miejskiego Domu Kultury “Szklarynka”

- Miejski Dom Kultury przy ulicy Mariańskiej
- Centrum Aktywności Wołomin “Stara Elektrownia” przy ulicy Daszyńskiego
- Miejska Biblioteka Publiczna im. Zofii Nałkowskiej w Wołominie przy ulicy Wileńskiej
- Powiatowa Biblioteka Publiczna im. Heleny i Stefana Nasfeterów przy ulicy Ogrodowej
- Muzeum im. Zofii i Wacława Nałkowskich
- Powiatowe Centrum Dziedzictwa i Twórczości “Fabryczka” przy ulicy Orwida
- Kino ”Kultura” Wołomin przy ulicy Mickiewicza
- Wirtualny Wołomin – portal traktujący o sprawach społecznych i kulturalnych

## Osoby związane z Wołominem
- Małgorzata Dydek – mistrzyni Europy, uczestniczka Igrzysk Olimpijskich w Sydney, karierę koszykarską rozpoczęła w klubie „Huragan Wołomin”[22]
- Stanisław Lange - wiceburmistrz Wołomina, instruktor harcerski, działacz społeczny i samorządowy[23]
- Robert Mateusiak –  polski badmintonista i olimpijczyk z Sydney, Aten, Pekinu, Londynuoraz Rio de Janeiro. Mistrz Europy z 2012 roku[24]
- Marta Martelińska – polska piosenkarka, aktorka związana z Kabaretem Stodoła, córka nauczycielki Liceum Ekonomicznego w  Wołominie[25]
- Wiera Gran – polska piosenkarka, aktorka filmowa i kabaretowa, we wspomnieniach mówiła o Wołominie „Wołomin ... bajka jakaś…”[26]
- Stefan Nasfeter - działacz lokalny, producent filmowy oraz właściciel kina „Oaza” w Wołominie. [27]
- Tadeusz Gołębiewski – przedsiębiorca, założyciel firmy TAGO oraz właściciel kilku hoteli w całej Polsce[28]
- Henryk Konstanty Woyciechowski – polski architekt, założyciel Wołomina
- Wacław Nałkowski – wybitny geograf, pedagog, publicysta i społecznik, pierwszy właściciel „Domu nad łąkami”
- Zofia Nałkowska – córka Wacława, wybitna pisarka, publicystyka i dramatopisarka, posłanka na Sejm PRL I kadencji
- Paulina Chruściel - polska aktorka filmowa i teatralna, absolwentka I Liceum Ogólnokształcące im. Wacława Nałkowskiego w Wołominie[29]
- Janusz I Starszy –  książę warszawski, z jego nadania powstaje pierwsze siedlisko na terenie dzisiejszego centrum Wołomina[30]

## Edukacja

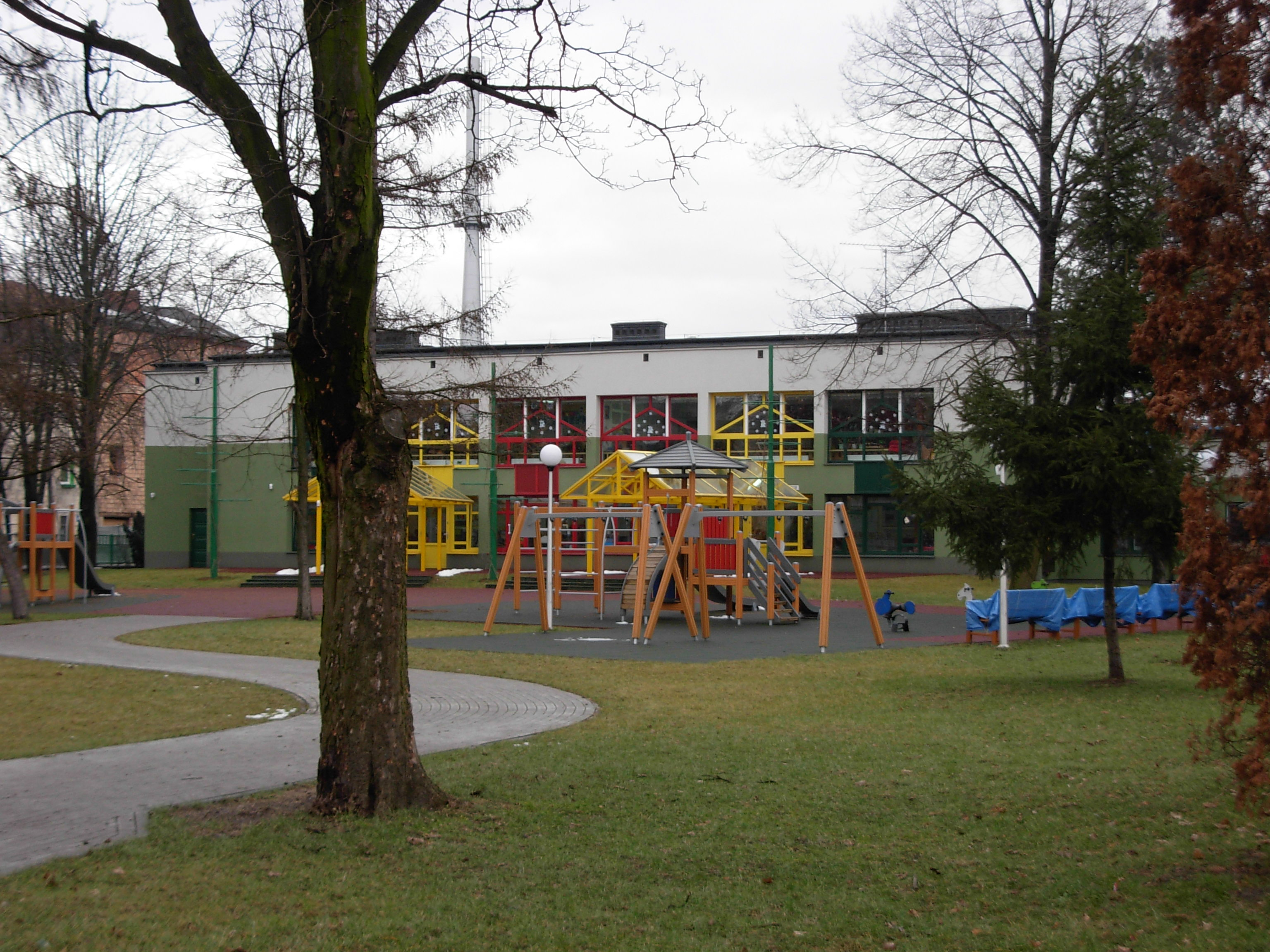
Przedszkole nr 5 im. Kota w Butach

### Przedszkola
- Przedszkole Niepubliczne „Leśny Zakątek”
- Przedszkole Niepubliczne „Artystyczno Językowe Pszczółka Maja”
- Przedszkole Niepubliczne „Wesołe Nutki”
- Przedszkole Niepubliczne „Tęczowa Kraina”
- Przedszkole nr 2 im. Pyzy Wędrowniczki
- Przedszkole nr 5 im. Kota w Butach
- Przedszkole nr 6 „Bajka”
- Przedszkole nr 8 im. Czerwonego Kapturka
- Przedszkole nr 9 im. Jasia i Małgosi
- Przedszkole nr 10 im. Misia Uszatka
- Specjalistyczny Punkt Przedszkolny dla dzieci ze Spektrum Autyzmu „Vitautia”

### Szkoły podstawowe

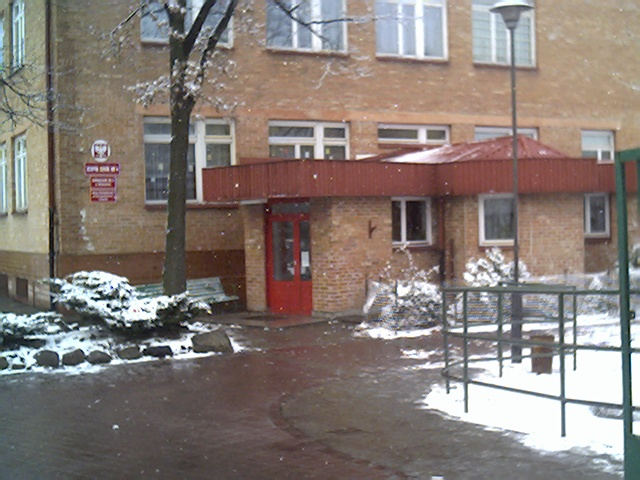
Szkoła Podstawowa Nr 2 w Wołominie

- Szkoła Podstawowa Nr 1 im. Jana Pawła II w Wołominie
- Szkoła Podstawowa Nr 2 im. Ignacego Łukasiewicza w Wołominie
- Szkoła Podstawowa Nr 3 im. Marszałka Józefa Piłsudskiego w Wołominie
- Szkoła Podstawowa Nr 4 z Oddziałami Integracyjnymi im. Marynarki Wojennej RP w Wołominie
- Sportowa Szkoła Podstawowa Nr 5 im. Polskich Olimpijczyków w Wołominie
- Szkoła Podstawowa Nr 7 im. Królowej Jadwigi z Oddziałami Integracyjnymi w Wołominie
- Szkoła Podstawowa Specjalna im. ks. Jana Twardowskigo w Wołominie
- ICO Prywatna Szkoła Podstawowa w Wołominie [31]

### Szkoły ponadpodstawowe
- I Liceum Ogólnokształcące im. Wacława Nałkowskiego przy ulicy Mieczysława Sasina w Wołominie.
- III Liceum Ogólnokształcące im. Jana Pawła II przy ulicy Kazimierza Wielkiego w Wołominie.
- Zespół Szkół Ekonomicznych im. Stanisława Staszica przy alei Armii Krajowej w Wołominie.
- Liceum mundurowe PUL im. 111 Eskadry Myśliwskiej przy ulicy Laskowej w Wołominie.

- Zespół Szkół (II LO, Technikum, Szkoła Zawodowa) przy ulicy Legionów w Wołominie.
- Prywatna Szkoła Muzyczna I i II stopnia im. Witolda Lutosławskiego przy ulicy Kościelnej w Wołominie

### Uczelnie
- Wyższa Szkoła Współpracy Międzynarodowej i Regionalnej im. Zygmunta Glogera
- Wyższa Szkoła Nauk Prawnych i Administracji im. Leona Petrażyckiego w Wołominie

## Media lokalne
- WWL24
- Pozytywny Wołomin Gazeta
- Wieści Podwarszawskie
- Radio FaMa Wołomin
- Pogoda – Powiat Wołomiński
- Fakty.wwl – Gazeta Powiatu Wołomińskiego
- Wołomin TV
- Życie Powiatu na Mazowszu
- Echo Podwarszawskie
- Moja Gazeta Regionalna
- wolomin.dlawas.info

## Związki wyznaniowe

### Kościół rzymskokatolicki

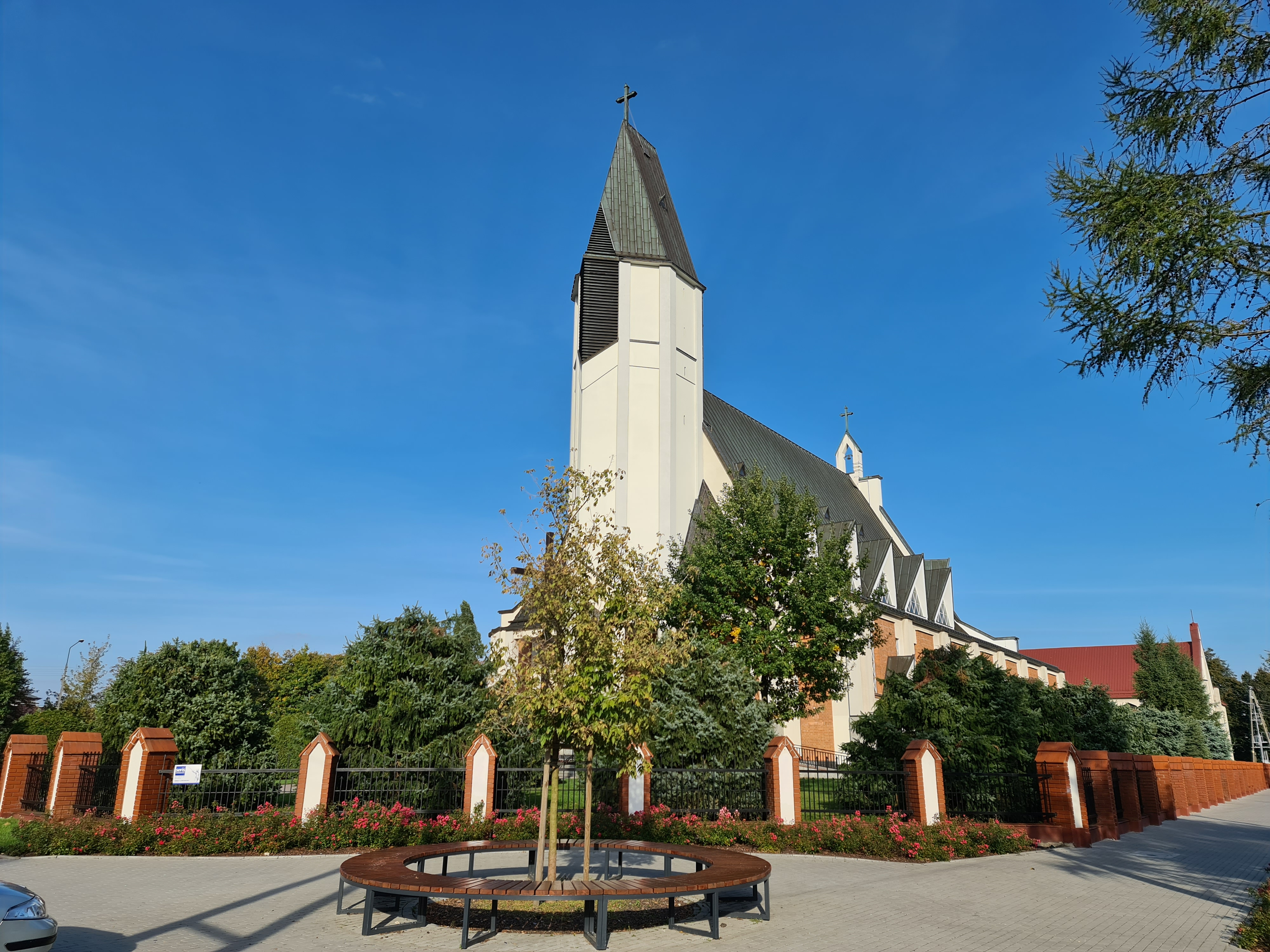
Kościół MB Królowej Polski

- Parafia Matki Bożej Królowej Polski w Wołominie[32]
- Parafia Matki Bożej Częstochowskiej w Wołominie – siedziba dekanatu[32]
- Parafia św. Józefa Robotnika w Wołominie[32]

### Kościół greckokatolicki
- ośrodek duszpasterski w Wołominie, nabożeństwa prowadzone są w kościele rzymskokatolickim Matki Bożej Częstochowskiej[33]

### Kościół Starokatolicki Mariawitów
- wierni należą do parafii Matki Boskiej Nieustającej Pomocy w Warszawie.

### Kościół prawosławny
- Parafia Świętych Apostołów Piotra i Pawła w Wołominie[34]
  - Cerkiew Świętych Apostołów Piotra i Pawła[35]

### Świadkowie Jehowy
- zbór Wołomin-Górki (Sala Królestwa Wołomin ul. Lwowska 1A)[36]
- zbór Wołomin-Centrum (Sala Królestwa, ul. Gryczana 18A)[36].

## Sport

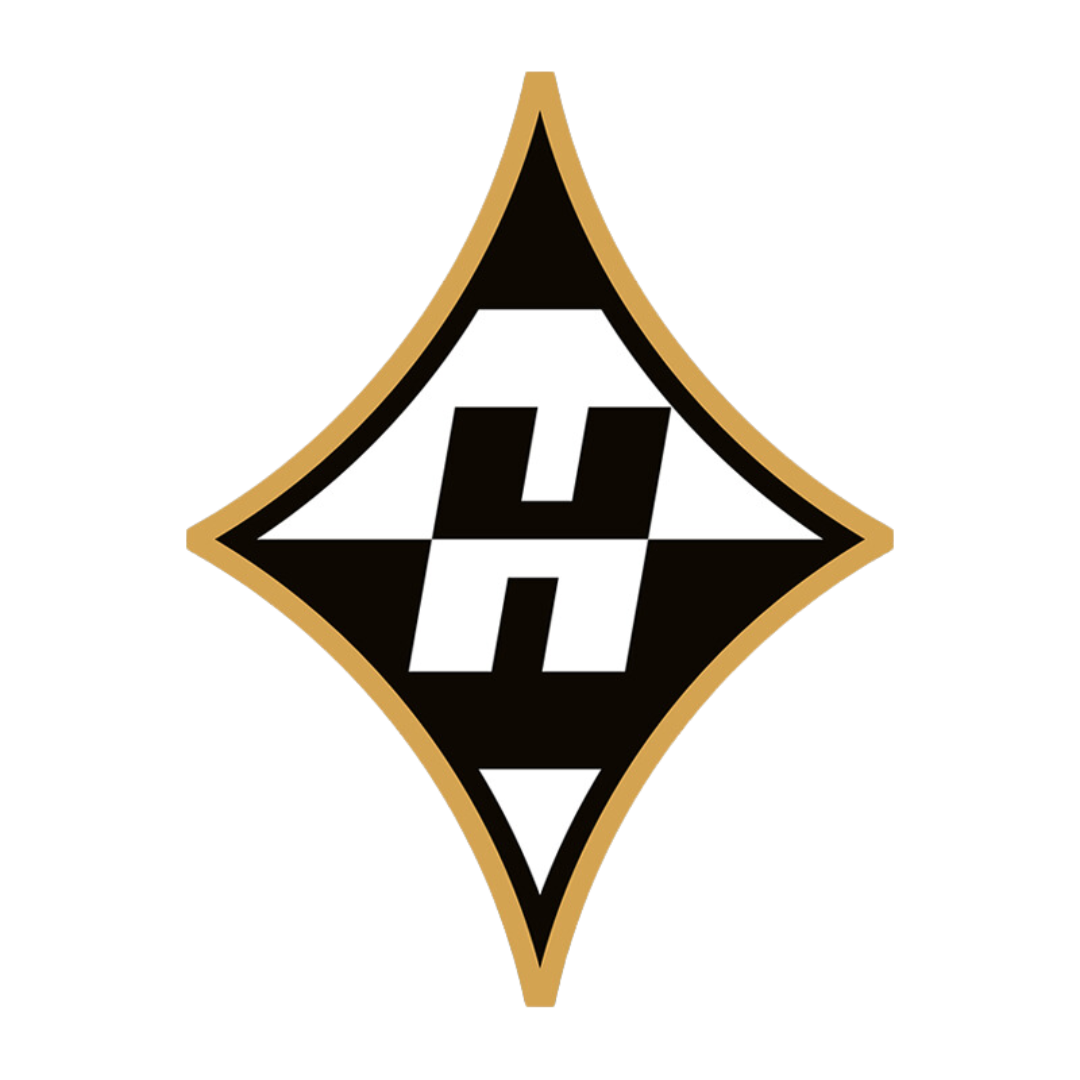
Huragan Wołomin

- BS Sure Shot Wołomin – żeński zespół koszykówki, grający w sezonie 2003/2004 w Sharp Torell Basket Liga
- MKS ELITA OSiR Wołomin – wicemistrz Polski w koszykówce juniorek.
- Ośrodek Sportu i Rekreacji w Wołominie
- Skatepark przy Sportowej Szkole Podstawowej nr 5 im. Polskich Olimpijczyków w Wołominie
- Huragan Wołomin – klub piłkarski założony w 1923 roku. Od sezonu 2013/2014 występuje w III lidze łódzko-mazowieckiej.
- Strefa 7 – drugi oficjalny Dirtpark w Polsce (zdewastowany)
- B.S SALWA – klub strzelecki www.salwa.pl
- Stolarka Wołomin – klub siatkarski, który w 2002 zawiesił działalność. Jego tradycje kontynuował KPS Wołomin, a obecnie MUKS Huragan Wołomin.

## Honorowi obywatele miasta
- Józef Piłsudski – 1924
- Henryk Konstanty Woyciechowski – 1929
- Władysław Korsak – 1931
- Edward Śmigły-Rydz – 1931
- ks. Jan Sikora – 2005
- Miron Cichecki – 2005
- abp Sławoj Leszek Głódź – 2007
- Józef Kowalski (weteran) – 2012
- Zofia Nałkowska – 2019
- Wacław Nałkowski – 2019
- ksiądz Józef Kamiński – 2019
- Németh Szilárd István – 2019
- bp Marek Solarczyk – 2019

## Współpraca międzynarodowa
Miasta i gminy partnerskie:
| Miasto    | Kraj   | Data podpisania umowy |
| --------- | ------ | --------------------- |
| Salerno   | Włochy | 30.11.2004            |
| Yeşilyurt | Turcja | 10.09.2007            |
| Csepel    | Węgry  | 9.10.2012             |